# Wojciechowice (Ukraina)
Wojciechowice (ukr. Утіховичі, Utichowyczi) – wieś na Ukrainie w rejonie lwowskim (wcześniej w rejonie przemyślańskim) należącym do obwodu lwowskiego.

## Położenie
Na podstawie Słownika geograficznego Królestwa Polskiego i innych krajów słowiańskich Wojciechowice to: „wieś w powiecie przemyślańskim, 12 km na południowy zachód od sądu powiatowego w Przemyślanach, na północy leżą Żędowice (Rzędowice) i Ostałowice”.

## Historia
W 1921 wieś liczyła 108 zagród i 590 mieszkańców, w tym 511 Ukraińców, 64 Polaków i 29 Żydów. W 1931 gospodarstw było 109 a mieszkańców 701.
W 1944 nacjonaliści ukraińscy zamordowali 9 osób narodowości polskiej.